# Grisélidis

Affisch till premiären.

Grisélidis är en fransk opera (conte lyrique) i en prolog och tre akter med musik av Jules Massenet och libretto av Armand Silvestre och Eugène Morand efter deras pjäs Le Mystère de Grisélidis (1891), som i sin tur bygger på en historia från Giovanni Boccaccios novellsamling Decamerone (ca 1353).

## Historia
Operans grundhistoria bygger på en medeltida legend från slutet av 1200-talet om herdinnan Grisélidis och djävulens upprepade försök att lura henne till otrohet. Men Grisélidis är trogen sin make och djävulen förlorar. Legenden återkom senare i ett otal versioner; förutom av Boccaccio i Decamerone, även av Christine de Pizan i Kvinnostaden (1405), Petrarca i Historia Griseldis (1474), Geoffrey Chaucer i Canterbury Tales och Charles Perrault i Gåsmors sagor (1697).
Samma historia inspirerade tonsättarna Alessandro Scarlatti, Tomaso Albinoni, Antonio Vivaldi, Niccolò Piccinni och Ferdinando Paër till operor, samt till baletten Grisélidis ou les Cinq sens av Dumanoir (musik av Adolphe Adam). Även Bizet arbetade en tid 1870 på en opera om Grisélidis men slutförde aldrig projektet. 
Redan 1893 började Massenet skissa på sin opera och i slutet av 1894 var operan klar. Först den 20 november 1901 hade verket premiär på Opéra-Comique i Paris.

## Personer
- Grisélidis (sopran)
- Markisen de Saluces (baryton)
- Djävulen (bas)
- Fiamina (sopran)
- Bertrade (sopran)
- Loÿs (sopran)
- Priorn (bas)
- Gondebaud (baryton)
- Alain, herde (tenor)
- Riddare, andar, röster i natten, tjänare, anderöster (kör)

## Handling
Herden Alain uppvaktar Grisélidis men hon gifter sig med markisen de Saluces i stället. De får sonen Loÿs. Markisen ger sig av på korståg till det heliga landet. Han är förvissad om hustruns trohet men djävulen har andra idéer. I olika förklädnader försöker han fresta Grisélidis men förgäves. Han skapar en förtrollad trädgård där den trånande Alain på nytt uppvaktar Grisélidis. Hon vacklar men vid åsynen av sonen Loÿs påminns hon om sitt löfte. Djävulen för bort den lille gossen. När markisen återvänder ber han och Grisélidis till Gud om att återfå sin son. Djävulen har förlorat och till änglakörer återförenas Loÿs med sina föräldrar.